# Rumore gaussiano
Il rumore gaussiano è un rumore che ha come funzione densità di probabilità una distribuzione normale. In altre parole, i valori che il rumore può assumere, ponendo in ascissa la frequenza e in ordinata la densità di probabilità, sono distribuiti secondo una gaussiana. 

## Spiegazione
Il rumore gaussiano si definisce correttamente come un rumore con una distribuzione d'ampiezza gaussiana. 
Spesso si usa il termine gaussiano bianco quando il rumore ha densità spettrale costante.